# Lepidagathis sorongensis
Lepidagathis sorongensis är en akantusväxtart som beskrevs av Cornelis Eliza Bertus Bremekamp. Lepidagathis sorongensis ingår i släktet Lepidagathis och familjen akantusväxter. Inga underarter finns listade i Catalogue of Life.